# Concrete Rose
Concrete Rose é o terceiro álbum de estúdio da cantora americana de R&B Ashanti, lançado pelas gravadoras Murder Inc. e Island Def Jam no dia 14 de Dezembro de 2004 nos Estados Unidos. O álbum ficou na sétima posição na Billboard 200, vendendo 254.000 cópias na semana de seu lançamento.
| Críticas profissionais                                                      | Críticas profissionais |
| Avaliações da crítica                                                       | Avaliações da crítica  |
| Fonte                                                                       | Avaliação              |
| --------------------------------------------------------------------------- | ---------------------- |
| Allmusic                                                                    | [ 3 ]                  |
| Blender                                                                     | [ 4 ]                  |
| PopMatters                                                                  | [ 5 ]                  |
| Rolling Stone                                                               | [ 6 ]                  |
| Slant Magazine                                                              | [ 7 ]                  |
| Esta tabela precisa de ser acompanhada por texto em prosa. Consulte o guia. |                        |

## Faixas
| Edição padrão |                                         |                                                                     |         |  |
| N.º           | Título                                  | Compositor(es)                                                      | Duração |  |
| 1.            | "Concrete Rose (Intro)"                 | Aurelius, Irv Gotti                                                 | 1:17    |  |
| 2.            | "Still Down" (com T.I.)                 | A. Douglas, Flythe, Harris, Gotti, Smith                            | 4:13    |  |
| 3.            | "Message to the Fans (Skit)"            | Aurelius, Douglas, Foster, King, Gotti, McElroy                     | 0:23    |  |
| 4.            | "Only U"                                | Aurelius, Barnes, Ashanti Douglas, Lerner, Gotti                    | 3:06    |  |
| 5.            | "Focus"                                 | Aurelius, Barnes, Ashanti Douglas, Lerner, Gotti                    | 3:17    |  |
| 6.            | "Don't Let Them"                        | Douglas, Gotti, McGhee, Mitchell, Mitchell, Randle, Seymour         | 4:23    |  |
| 7.            | "Love Again"                            | Aurelius, Copeland, Dean, Douglas, Brad Jordan, Gotti, Rogers, Shaw | 4:08    |  |
| 8.            | "Take Me Tonight" (com Lloyd)           | Douglas, Gotti, Polite, Smith                                       | 4:05    |  |
| 9.            | "U"                                     | Aurelius, DeGrate, Douglas, Gotti                                   | 3:35    |  |
| 10.           | "Every Lil' Thing"                      | Aurelius, Douglas, Lorenzo                                          | 3:56    |  |
| 11.           | "Turn It Up" (com Ja Rule)              | Atkins, Douglas, Gotti, Mayfield, Smith                             | 4:16    |  |
| 12.           | "Buck 3000 (Skit)"                      |                                                                     | 0:22    |  |
| 13.           | "So Hot"                                | A. Douglas, Gotti, Parker                                           | 4:57    |  |
| 14.           | "Don't Leave Me Alone" (com 7 Aurelius) | Aurelius, Douglas, Lorenzo                                          | 3:33    |  |
| 15.           | "Sister Stories (Skit)" (com Shi Shi)   | A. Douglas                                                          | 0:45    |  |
| 16.           | "Freedom"                               | A. Douglas, Lorenzo, McGhee                                         | 3:51    |  |
| 17.           | "Wonderful" (Remix com Ja Rule)         | Atkins, Douglas, Kelly, Gotti, Smith                                | 4:41    |  |

| Japão Faixa bônus |                   |         |  |
| N.º               | Título            | Duração |  |
| 1.                | "Spend The Night" |         |  |
| 18.               | "Touch My Body"   | 3:31    |  |

## Despenho
| Tabelas musicais (2004)                  | Melhor posição |
| ---------------------------------------- | -------------- |
| Países Baixos - Netherlands Albums Chart | 73             |
| Alemanha - German Albums Chart           | 36             |
| França - French Albums Chart             | 98             |
| Suíça - Swiss Albums Chart               | 66             |
| Reino Unido - UK Albums Chart            | 25             |
| Estados Unidos - Billboard 200           | 7              |
| Mundo - United World Chart               | 13             |